# Волан
Вола́н — снаряд, который используется для игры в бадминтон и другие игры.

## Волан для бадминтона

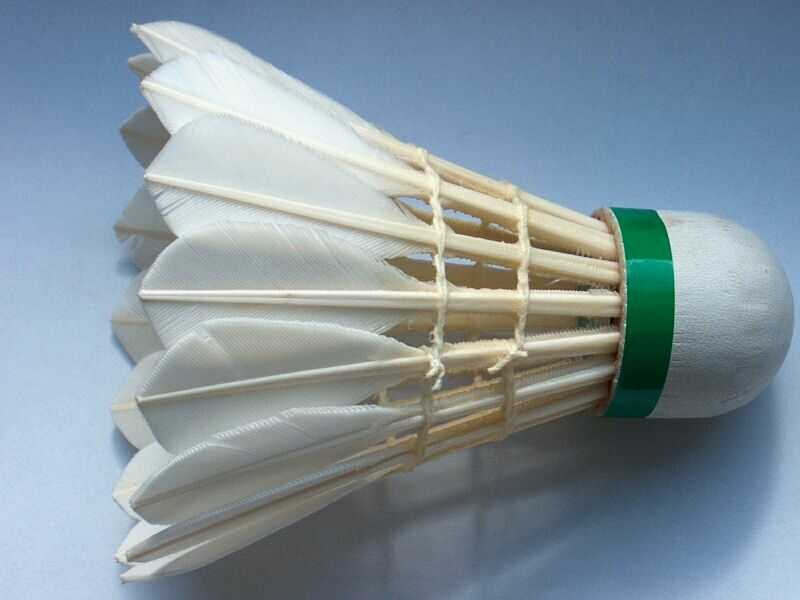
Перьевой волан

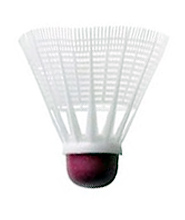
Пластиковый волан

Волан перебрасывается на половину поля соперника посредством ракетки.

### Строение и свойства
Перьевой волан состоит из хвоста и головки. В хвосте волана 16 гусиных перьев, вставленных в головку и закрепленных нитками.
Воланы должны отвечать специальным требованиям согласно Правилам Международной федерации бадминтона .
Масса волана должна составлять 4,74 - 5,50 г.

### Материал изготовления
Первоначально в качестве материала для головки использовалась пробка обтянутая тонкой козлиной кожей, а хвост формировался из перьев. В настоящее время применяется два вида воланов — пластиковые и перьевые. Для изготовления хвоста последних используется перо домашних гусей, для головки — пробка или искусственные материалы. Оба вида имеют как свои преимущества, так и недостатки.
Профессиональные спортсмены в основном используют «перо», для начинающих игроков и игр вне помещений оптимальны синтетические воланы. Кроме того, синтетические воланы дешевле и срок службы их больше.

### Характеристики воланов
Помимо разницы в материале, из которого изготовлен волан, существует деление воланов по скорости их полёта и траектории. На тубе с воланами (или самих воланах) может стоять пометка, которая указывает на его тип: «медленный», «средний» и «быстрый». Скорость волана также обычно определяет цвет окантовочной ленты на его головке (зелёная соответствует медленному волану, синяя – среднему, а красная – быстрому).
Использование воланов той или иной скорости профессиональными спортсменами зависит от условий игры. Чем более плотен воздух, ниже температура, выше давление и влажность, тем хуже волан летит. Для того, чтобы определить, каким воланом играть при данных условиях, профессионалы проводят специальный тест. Игрок становится прямо за задней линией корта, и сильным, но низким ударом посылает волан на другую сторону. Подходящий по условиям волан, должен упасть в коридор на расстоянии примерно от полуметра до метра от задней линии с противоположной от игрока стороны. На практике же любители обычно играют в более постоянных условиях, поэтому подбирают тот волан, который соответствует их личным предпочтениям .

### Производители
Одним из крупнейших производителей пластиковых воланов (а также другой бадминтонной амуниции) является японская компания Yonex. Она выпускает воланы из нейлона, а также перьевые воланы.

## Волан для игры «лянга»
Волан «лянга» для одноимённой дворовой игры изготавливается из кусочка (размер кожи примерно 3х3 см) бараньей или козьей шкуры с длинным ворсом. К противоположной ворсу стороне кожи проволокой прикреплено свинцовое грузило похожее на пуговицу диаметром около 2 см.